# AIG Japan Open Tennis Championships 2006
Die AIG Japan Open Tennis Championships 2006 waren ein Tennisturnier der WTA Tour 2006 für Damen und ein Tennisturnier der ATP Tour 2006 für Herren in Tokio, welche zeitgleich vom 2. bis zum 8. Oktober stattfanden.